# Acantholipes flavisigna
Acantholipes flavisigna är en fjärilsart som beskrevs av Moore 1881. Acantholipes flavisigna ingår i släktet Acantholipes och familjen nattflyn. Inga underarter finns listade i Catalogue of Life.